# Cosmophorus qilianshanensis
Cosmophorus qilianshanensis är en stekelart som beskrevs av Yang 1996. Cosmophorus qilianshanensis ingår i släktet Cosmophorus och familjen bracksteklar. Inga underarter finns listade i Catalogue of Life.